# Драк, Матвей Ильич
Матвей Ильич Драк (30 сентября 1887, Винница, Подольская губерния — 20 июля 1963) — советский украинский художник. Главный художник Киевского украинского драматического театра имени И. Франко (1939-49). Заслуженный артист Украинской ССР (1940). Начиная с 1920 по 1949 год вместе с Гнатом Юрой создал немало спектаклей. Работал так же в Киевском Театре юного зрителя на Липках.

## Биография
- С 1907 — начал работать театральным декоратором в Виннице.
- В 1910 — окончил Одесское художественное училище.
- В 1914 — окончил Мюнхенскую академию художеств.
- С 1918 — до начала войны работал совместно со ставшим в будущем знаменитым архитектором Иосиф Каракисом который рисовал декорации.
- С 1940 — заслуженный артист Украинской ССР.
- В театре Ивана Франка работал до 1949.
- С 1953 — член Коммунистической партии.

## Автор оформления спектаклей
- «На дне» (1920)
- «Овечий источник» (1922)
- «Лесная песня» Леси Украинки (1926)
- «В степях Украины» (1940)
- «Фронт» (1942)
- «Мартин Боруля» Тобилевича (1949)
- «Мироед, или Паук» Кропивницкого (1952)

и многие другие.